# Riu Sellent
El riu Sellent és un afluent del riu Xúquer pel seu marge dret. Discorre enterament per la província de València, amb forts pendents i un cabal molt irregular. Té una longitud de 14 km i la superfície de la seua conca ocupa 274 km². Travessa les localitats valencianes de Bolbait, Xella, Anna, Estubeny, Sellent, Càrcer i Cotes.
El riu té el seu origen en el període quaternari, i en aquella època va ser un planter de mariscs, dels quals queden fòssils abundants. D'ací ve el nom de rambla marisca, al passar pel poble de Bolbait. Des de temps immemorials l'aigua del riu s'aprofita per al reg. Abastix la Comunitat de Regants de la Vall de Càrcer i Sellent, regant unes 1.800 hectàrees repartides entre els termes de Sellent, Cotes, Càrcer, Alcàntera i Beneixida.

## Recorregut
Té el seu origen en la part sud de la comarca de la Canal de Navarrés, amb la conjunció de nombrosos barrancs que baixen de la serra d'Énguera, així com la rambla Marisca de Bolbait i les aigües dels barrancs el Matet i Abrullador, a Xella. Estos dos últims es precipiten en una gran cascada, de 25 metres d'alçària, denominada popularment "el Salto".
Prosseguix el riu i li afluïxen les aigües de la rambla d'Anna, així com les fonts del "Marzo, Alagea i Negra", i les aigües del llac o albufera d'Anna i també de diferents fonts i gorgs. Igualment ve a afegir-se-li la rambla d'Énguera. Podríem dir que és ací quan definitivament es forma el riu i rep el nom senyorial de riu Sellent.

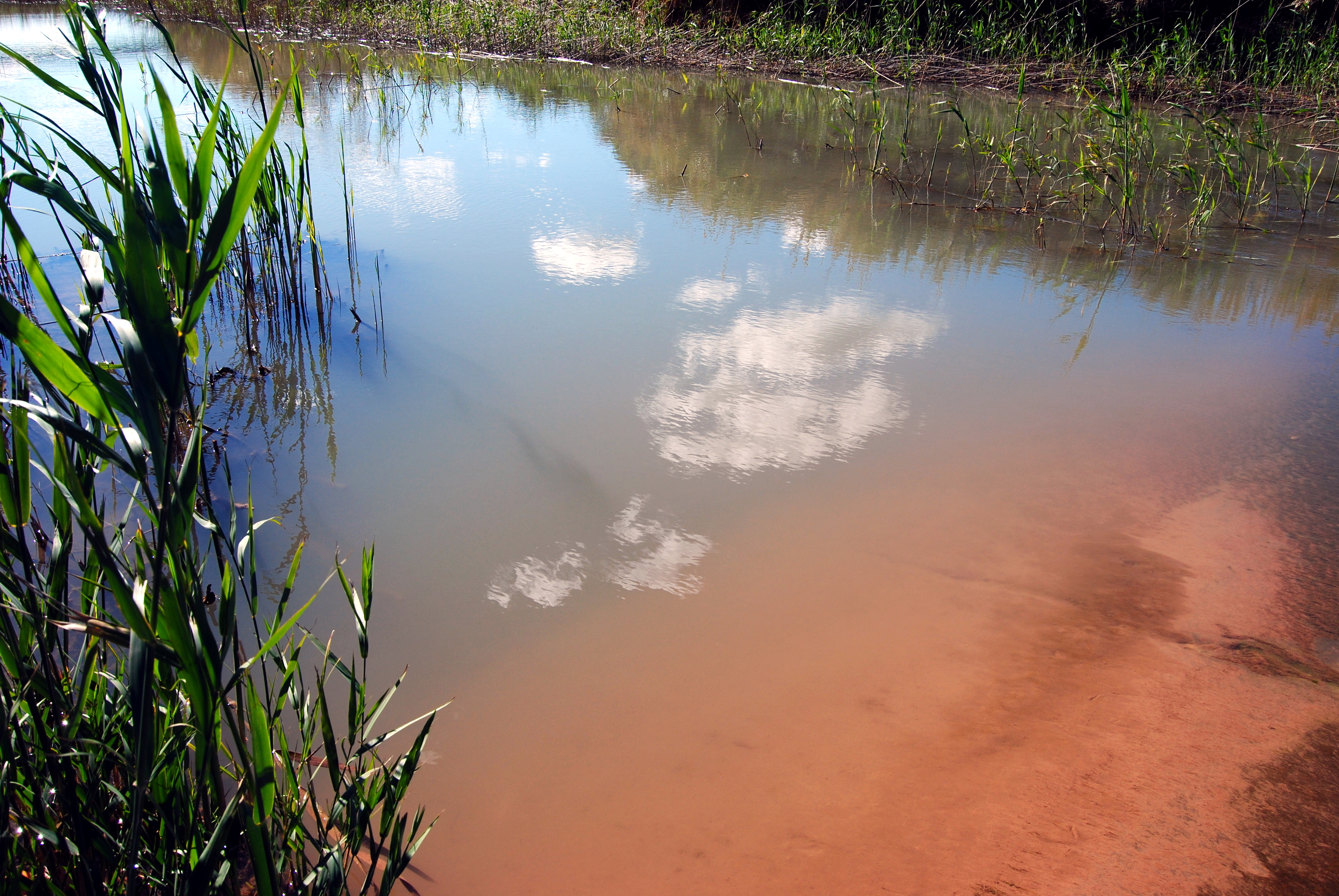
Riu Sellent, pas per Càrcer

El riu continua el seu curs entrant en terrenys del Keuper, on les seues aigües se salinitzen i es convertixen en salobres. En èpoques passades, les aigües del riu van moure diversos molins, batans i fàbriques. Prosseguix per un barranc profund i fondo formant un penya-segat de més de 50 metres d'alçària, dirigint-se cap al SE fins a arribar a les proximitats del poble d'Estubeny, on arreplega les aigües dels barrancs de la Maravella, Abrasit i Salat, formant un angle de 30 graus i girant cap al nord-oest.
Entre baladres i canyars arriba, després d'una pronunciada revolta, al poble del mateix nom, Sellent, edificat al marge esquerre i creuant el terme municipal de sud a nord. Travessa el terme de Càrcer i en ell creua per un aqüeducte la séquia Escalona, que es dirigix a Castelló. Desemboca en el riu Xúquer, en el paratge de la Goleta, situada en el terme de Cotes i prop de la localitat d'Antella.